# Ostreichnion nova-caesariense
Ostreichnion nova-caesariense är en svampart som först beskrevs av Job Bicknell Ellis, och fick sitt nu gällande namn av M.E. Barr 1975. Ostreichnion nova-caesariense ingår i släktet Ostreichnion och familjen Mytilinidiaceae.   Inga underarter finns listade i Catalogue of Life.